# Мария Горица
Мария Горица (на хърватски: Marija Gorica) е община в Загребска жупания, Хърватия. Според преброяването от 2011 г. има 2233 жители, 96% от които са хървати.
Общината носи името на светицата покровител на епархийската църква. 